# マナヅル
マナヅル（真鶴、真名鶴、Antigone vipio）は、ツル科マナヅル属に分類される鳥類。

## 分布
大韓民国、中華人民共和国、朝鮮民主主義人民共和国、日本、モンゴル、ロシア南東部
夏季に中華人民共和国北東部・モンゴル北東部・アムール川およびウスリー川流域・ハンカ湖で繁殖し、冬季になると日本・朝鮮半島中部の鉄原および板門店（東部個体群）、長江下流域・洞庭湖・鄱陽湖（西部個体群）ヘ南下し越冬する。日本では主に出水平野に越冬のため飛来（冬鳥）する。

## 分類
本種は以前はツル属（Grus）に分類されていたが、分子系統学による研究により本種を含む4種がマナヅル属（Antigone）に再分類されることとなった。BirdLife Internationalでは2012年現在、本種を Antigone 属に分類していたが、2024年時点ではツル属（Grus)としている。

## 形態
全長120 - 153センチメートル。全身は灰色や暗灰色。頭頂から後頸、頸部基部にかけて白い。嘴基部は黒い剛毛で被われる個体もいる。耳孔を被う羽毛（耳羽）は暗灰色。耳孔後方から側頸、前頸、下面にかけての羽衣は暗灰色や濃灰色。雨覆は灰白色。初列風切や次列風切の羽先は黒い。三列風切は長く、色彩は白。
眼の周囲から嘴基部にかけて羽毛が無く、赤い皮膚が裸出する。虹彩は橙色や橙黄色。嘴は黄緑色や暗黄緑色。後肢は淡赤色や暗赤色。気管は胸骨（竜骨突起）の間を曲がりくねる。
幼鳥は頭部や頸部が褐色で、雨覆も褐色みをおびる。

## 生態
湖や河川の周辺にある開けた湿原や低地の草原などで繁殖し、渡りの途中や越冬地では河川や河口・干潟・農耕地にも飛来する。日本では10月に飛来し、翌2月まで越冬する。
田んぼに住み魚類、昆虫、カエル、スゲ類や水生植物の地下茎や根、植物の種子などを食べる。農耕地では穀物や種子を食べる。
繁殖形態は卵生。湿原にスゲ・アシなどを組み合わせた巣を作る。5月に卵を産む。産卵数は2個。雌雄交代で抱卵し、飼育下での抱卵日数は30 - 33日。生後2 - 3年で性成熟する。

## 人間との関係
食用とされたこともあり、和名の「な」は食用を意味する古語とされる。和名の「ま」は「標準的な」の意。
農作物を食害する害鳥とみなされることもある。日本の出水平野では政府により土地の買収や被害補償などの対策がとられている。一方で農業被害による地元住民との軋轢もある。
繁殖地のロシアでは野火、中華人民共和国では開発による生息地の乾燥化などによる影響が懸念されている。電線による事故死や、渡りの途中にある大韓民国では農薬を用いた密猟により死亡した例もある。越冬地の出水平野では水田の乾田化やビニールハウスの設置による採食地の変化・交通量増加や道路建設などによる影響が懸念されている。他種も含め多数の個体が飛来し過密状態になっていることから伝染病の感染による大量死、食物の不足も懸念されている。2010年12月には出水平野で高病原性トリインフルエンザにより7羽が死亡した。出水平野では2001年に3,555羽・2007年に1,059羽と変動はあるが、近年は飛来数は漸増傾向にあるもののこれは他の地域での越冬群が合流している可能性もあるとされる。鄱陽湖は三峡ダム建設に伴う水位変化によって生息数の減少が懸念されている。
出水平野では小麦や魚類を給餌している。出水平野は1952年に「鹿児島県のツルおよびその渡来地」として国の特別天然記念物に、1987年には出水・高尾野鳥獣保護区として国の自然保護区に指定されている。1996年には高尾野町（現:出水市）に人工的なねぐらが増設された。出水平野では世界のマナヅルの半数近くが越冬しており、集中化による感染症の危険性が増大している。そのため日本野鳥の会を中心に越冬地の分散化の努力がなされている。
絶滅危惧II類 (VU)（環境省レッドリスト）

## 画像

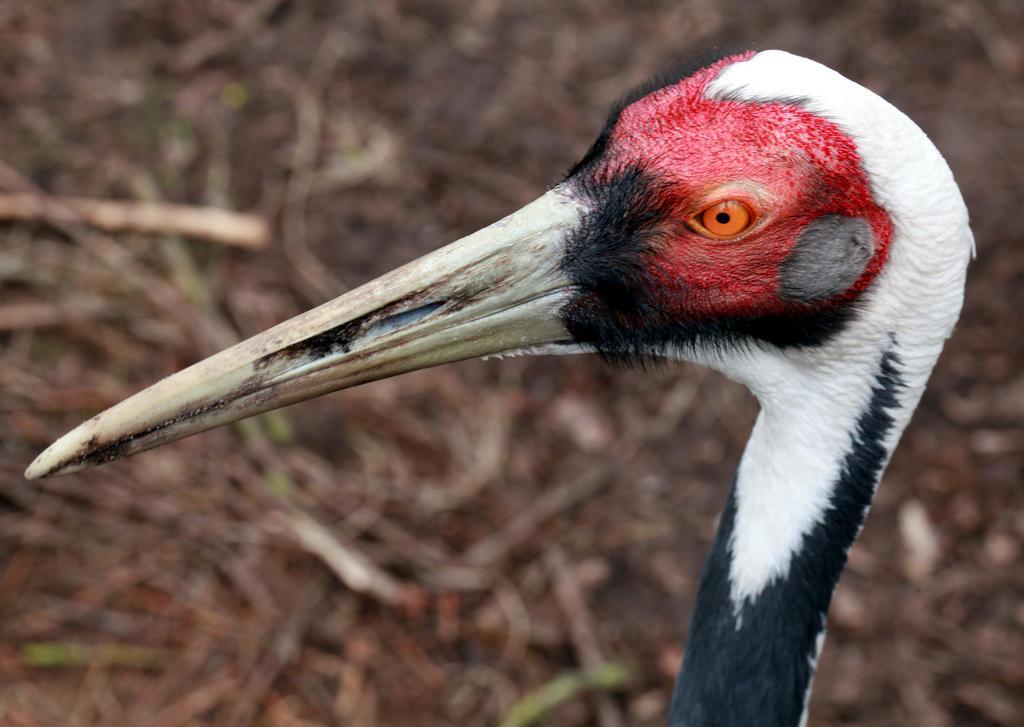
頭部
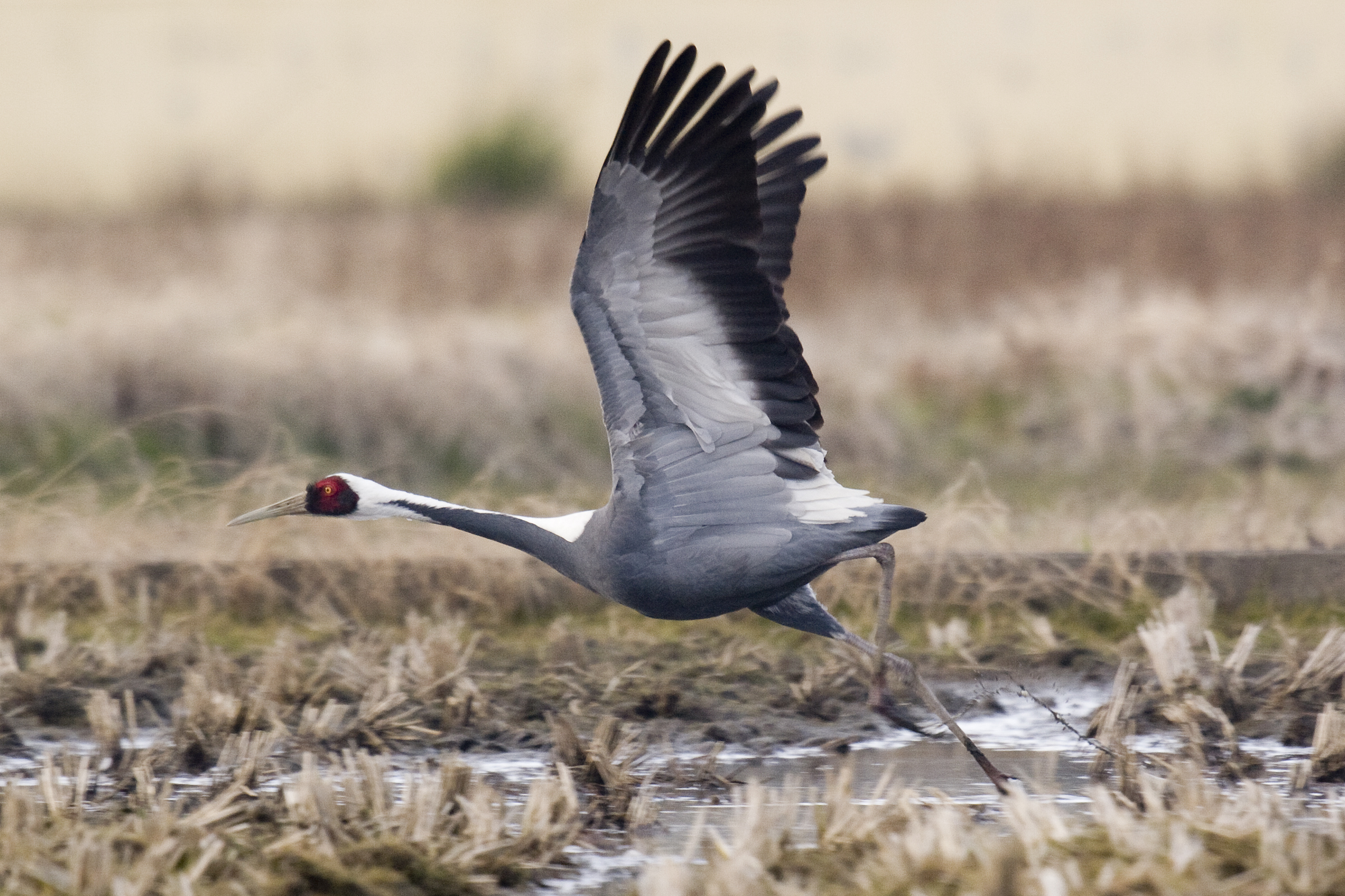
翼を広げた本種